# 约翰·福斯特·菲茨杰拉德
陆军元帅约翰·福斯特·菲茨杰拉德爵士 GCB（英語：Sir John Forster FitzGerald，约1785年—1877年3月24日），曾在英国军队中服役的爱尔兰裔军官。菲茨杰拉德曾参加半岛战争中的巴达霍斯战役、萨拉曼卡战役和维多利亚战役，并在比利牛斯山脉战役中指挥一个步兵旅，之后被法国军队俘虏。战后，他成为魁北克驻军的指挥官，后继续担任蒙特利尔驻军的司令。调至印度后，菲茨杰拉德在孟买被任命为第20步兵团的团长，之后成为马德拉斯陆军的一位师长，但不久之后转移到孟买，在那里他被任命为孟买陆军的一位师长。除军职外，菲茨杰拉德还是一位自由党议员。

## 军旅生涯
约翰·福斯特·菲茨杰拉德是爱德华·菲茨杰拉德（Edward FitzGerald）和他第二任妻子的儿子。1793年10月29日，菲茨杰拉德被任命为一个独立步兵连的少尉，当时该连驻扎在爱尔兰。1794年1月，菲茨杰拉德晋升中尉，后于1800年10月31日以上尉军衔调入第46步兵团。他随后于1803年7月9日转移到新成立的新不伦瑞克步兵团。1803年9月25日，菲茨杰拉德晋升名誉少校。在1809年正式晋升少校军衔并交换到第60皇家步枪团后，他于1810年7月25日晋升中校。
菲茨杰拉德跟随部队参加了半岛战争中的巴达霍斯战役、萨拉曼卡战役和维多利亚战役。1813年7月，他在比利牛斯山战役中指挥一个步兵旅，但在战斗中被法国军队俘虏，最后在战争结束时获释。1815年1月2日，他被授予巴斯勋章。

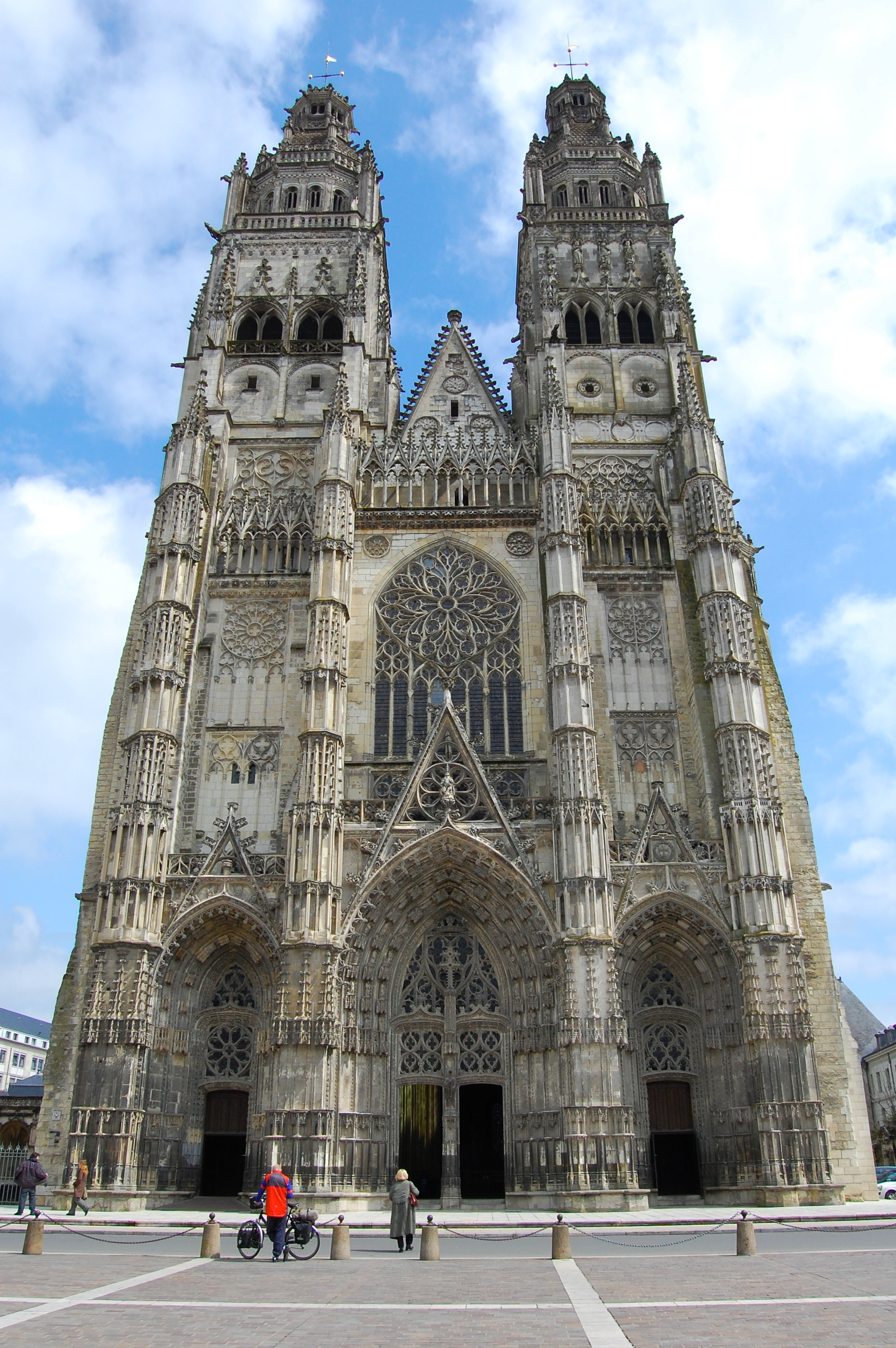
菲茨杰拉德去世后，他的葬礼在图尔大教堂按照法国元帅的规格举行

在驻爱尔兰的步兵团里待了两年后，菲茨杰拉德于1816年被派往直布罗陀，后于1818年被派往加拿大。他于1818年成为魁北克司令，并于1819年8月12日晋升名誉上校。此后，他转任魁北克蒙特利尔司令。1824年2月5日，菲茨杰拉德被调往印度，在孟买指挥第20步兵团，后于1830年7月22日晋升少将。1831年9月13日，他获得巴斯骑士指挥官勋章。1838年，菲茨杰拉德被任命为马德拉斯陆军的一位师长，但不久后被调往孟买，在那里他被任命为孟买陆军的一位师长。1841年初，菲茨杰拉德返回英国，并于同年11月23日晋升中将。1854年6月20日，菲茨杰拉德晋升上将。
除实际担任的军职外，菲茨杰拉德还是第85（雄鹿志愿者）步兵团、第62（威尔特郡）步兵团和皇家爱尔兰步兵团的荣誉团长。从1852年到1857年，他成为克莱尔郡国会议员，属自由党。1862年11月19日，菲茨杰拉德获得巴斯骑士大十字勋章。1875年5月29日，他晋升陆军元帅。到法国享受退休生活后，年事已高的菲茨杰拉德决定皈依天主教。1877年3月24日，菲茨杰拉德在法国图尔去世；在法国战争部长让·奥古斯特·贝尔索（Jean Auguste Berthaut）的要求下，驻扎图尔的法军为菲茨杰拉德依照法国元帅的全部军礼下葬。菲茨杰拉德被安葬在图尔。

## 家庭
1805年，菲茨杰拉德与夏洛特·哈森（Charlotte Hazen）结婚；夫妻育有3个孩子。
在他的第一任妻子去世后，菲茨杰拉德于1839年与简·奥格威（Jean Ogilvy）结婚。夫妻有至少一个孩子，但没有具体的记载。

## 引注
1. 1 2 3 4  Chichester, H. M.; Lunt, James. .  線上版. 牛津大學出版社. doi:10.1093/ref:odnb/9572. 需要订阅或英国公共图书馆会员资格
2. 1 2 3 4  Heathcote, p. 121
3. ↑  . London Gazette. 1803-07-09.
4. ↑  Heathcote, p. 121
5. ↑  . London Gazette. 1810-07-24.
6. ↑  . London Gazette. 1815-09-16.
7. ↑  . London Gazette. 1819-08-12.
8. ↑  . London Gazette. 1830-07-23.
9. ↑  . London Gazette. 1831-09-13.
10. 1 2 3 4  Heathcote, p. 122
11. ↑  . London Gazette. 1841-11-24.
12. ↑  . London Gazette. 1854-06-22.
13. ↑  . London Gazette. 1843-11-24.
14. ↑  . London Gazette. 1840-04-10.
15. ↑  . London Gazette. 1850-03-15.
16. ↑  . London Gazette. 1862-11-10.
17. ↑  . London Gazette. 1875-05-29.
18. ↑  Morgan, Henry James (编). . Toronto: Williams Briggs. 1903: 344.
19. ↑  .  . 维基文库. Dublin: Alexander Thom and Son Ltd.. 1923:  82.